# سيرج روبرت
سيرج روبرت هو موسيقي كندي، ولد في 1970 في مونتريال في كندا.

## وصلات خارجية
- الموقع الرسمي
- سيرج روبرت على موقع IMDb (الإنجليزية)
- سيرج روبرت على موقع ميوزك برينز (الإنجليزية)
- سيرج روبرت على موقع أول ميوزيك (الإنجليزية)
- سيرج روبرت على موقع ديسكوغز (الإنجليزية)